# Podróż apostolska Pawła VI do Portugalii
4. podróż apostolska papieża Pawła VI odbyła się 13 maja 1967 roku.
We mszy świętej celebrowanej przez Pawła VI uczestniczyło ponad milion pielgrzymów z całego świata. Ponadto w czasie pobytu w Portugalii papież Paweł VI spotkał się z prezydentem, A.D. Tomásem, przedstawicielami innych wyznań oraz z Konferencją Episkopatu Portugalii.